# 1995 (groupe)
Pour l'année du calendrier grégorien, voir 1995.
1995 (prononcé « Un Neuf Neuf Cinq ») était un groupe de hip-hop français, originaire du sud de Paris. Il est fondé en 2008 et se composait des rappeurs Alpha Wann, Darryl Zeuja, Nekfeu, Fonky Flav' et Sneazzy, ainsi que du producteur Hologram Lo'.
Après La Source en 2011, 1995 publie son deuxième EP, La Suite, en 2012. Il est accompagné de trois singles coupés : La Suite, Bienvenue et Renégats. Le groupe publie la même année son unique album, Paris Sud Minute, le 31 décembre 2012. Le groupe ne se montre plus actif dans les années qui suivent, avant que sa fin ne soit officiellement annoncée en 2019.

## Biographie

### Débuts (2008-2011)
Fondé à la base par Alpha Wann et Areno Jaz, le groupe s'agrandit vite avec les arrivées de Nekfeu et Sneazzy (fréquentant le même lycée qu'Alpha) et celle de Fonky Flav' rencontré par le biais du site Myspace. Après avoir écumé les open-mic et scènes de quartier en région parisienne et en province, ils cofondent le collectif L'Entourage comprenant de nombreux autres MC (Jazzy Bazz, Deen Burbigo, Eff Gee, Doums, le S-Crew…), réalisateurs et graffeurs. Ils deviennent connus du grand public en 2011, grâce entre autres à leur présence à différents battles (dont les fameux Rap Contenders), leurs clips vidéos (notamment Dans ta réssoi, dont le clip atteint plus de 10 millions de vues sur YouTube, Flava In Ya Ear, réalisé par l'équipe du Garage, sur une instru du morceau d'anthologie de Craig Mack).

### La Source(2011)
Le 17 juin 2011, le morceau La Source est dévoilé sur le compte YouTube du groupe. Leur premier maxi huit titres, La Source, le même mois (27 juin) accompagné des clips La Source et La Flemme. Il atteint la 23e place du classement des meilleures ventes d'albums en France, et la 7e place du classement des ventes numériques en France dès la première semaine. Il fait parallèlement son entrée au classement hebdomadaire des meilleures ventes d’albums de la chaîne de magasins Fnac et atteint la 4e place devant de nombreux artistes majeurs. Le disque est popularisé notamment grâce au web, où 1995 connaît un véritable engouement. Mi-2012, leur page Facebook compte quelque 301 787 fans et leur chaîne YouTube cumule plus de 19 millions de vues.
En novembre 2011, le groupe remplit la salle parisienne du Bataclan sans effectuer de promotion. 1995 attire l'attention des maisons de disque, mais préfère garder une production indépendante, par le biais du label Undoubleneufcinq que les membres du groupe ont fondé. Dans le même temps, quelques membres du groupe sortent de nombreux projets dont l'EP En Sous-Marin de Nekfeu et Alpha Wann qui connait un certain succès, puis plus tard, le net-EP de Sneazzy "Êtes-Vous Prêts ?", ainsi que le mini-LP solo d'Areno Jaz (intitulé Alias Darryl Zeuja). Nekfeu estime que « Signer n'est pas obligatoire […] Ça ne nous dérange pas de rester indépendants. »,.
En décembre 2011, les auditeurs de Skyrock élisent 1995 « Groupe de l'année 2011 » alors qu'aucun de leur titre n'est joué à l'antenne en playlist. Le groupe est courtisé par plusieurs maisons de disque. « Les maisons de disques n'ont pas toujours apporté les meilleures idées dans le rap », explique Fonky Flav'. 1995 signe une licence avec le label Polydor, du groupe Universal Music tout en gardant le contrôle sur les éditions, le merchandising et la liberté artistique. C'est ainsi Universal Music qui s'occupe désormais de la distribution du groupe.
En 2012, l'album compte près de 10 000 exemplaires vendus.

### La Suite(2012)
La Suite, deuxième EP du groupe, est enregistré en dix jours. La Suite est publié le 5 mars 2012, accompagné de trois clips de singles en étant issus : La Suite , Bienvenue et Renégats. La Suite sort encore une fois en indépendant mais est distribué cette fois-ci par le label Polydor du groupe Universal Music. Il s'écoule en un mois à 30 000 exemplaires.

### Paris Sud Minute(2012)
Leur premier album, Paris Sud Minute, est publié le 31 décembre 2012. Le titre est issu de l'expression américaine « New-York minute  » qui désigne un moment intense. Le commerce devant lequel les rappeurs sont pris en photo est une épicerie parisienne qui ne s'appelle pas réellement Paris Sud Minute[réf. nécessaire].

### Fin du groupe (2019)
Un peu plus de 6 ans après la sortie de leur premier album, suivi d'un silence quasi radio et d'une inactivité de par les projets respectifs de chacun des membres, Alpha Wann annonce le 7 janvier 2019 la fin du groupe 1995 : « c'est difficile de réapprendre à bosser en groupe, on a plus les mêmes goûts ». Plusieurs des membres du groupe ont lancé depuis leur carrière solo.

## Style et influences
1995 se dit influencé entre autres par l'état d'esprit spontané et positif qui émane des morceaux des années 1990, mais en aucun cas nostalgique de cette époque,. Dans certaines musiques, les rappeurs reprennent parfois des phrases de titres de certains groupes comme Lunatic. Le clip du morceau Monsieur Sable (Nekfeu & Alpha Wann — En Sous-Marin ) reprend par exemple l'idée du clip Drop du groupe de hip-hop The Pharcyde paru en 1996, dans lequel la vidéo est diffusée à l'envers, permettant des effets de style,.
Les productions du groupe 1995 sont caractérisées par l'utilisation de samples et se rapprochent beaucoup des instrumentales old-school des années 1990. Ils puisent également dans le rap alternatif de groupes comme Chiddy Bang ou Jurassic 5. Depuis l'enregistrement de La Suite, le style des rappeurs a cependant évolué sur certains points : même si l'influence des années 1990 se fait encore sentir, leurs productions sont parfois moins orientées « old-school ». C'est ce que souligne Nekfeu dans une interview donnée à l'occasion de la sortie de Paris Sud Minute, invoquant le fait que les rappeurs ont mûri depuis leurs débuts :
« On a toujours prôné une certaine exigence musicale. Il s’avère qu’on retrouve souvent cette exigence dans le son des années 1990, qui représente notre première influence, mais on cherche à évoluer, explique Nekfeu. »

## Altercation avec Zoxea
En 2009, le groupe commence à faire parler de lui et ses membres font la rencontre du rappeur Zoxea. Après discussion, le groupe décide de signer en édition sur le label de Zoxea, KDBZik. Ils invitent le rappeur à enregistrer un couplet sur le morceau A Chaque Ligne de leur premier EP La Source.
Quelques mois avant la sortie de La Source, la situation s'envenime entre 1995 et Zoxea. Ce dernier pointe du doigt le comportement « arrogant, irrespectueux et vil » de certains membres du groupe et leur manque de reconnaissance vis-à-vis du travail que le rappeur des Sages Poètes de la Rue aurait fourni afin de les révéler au public. Sur le site Internet KDBZik, un communiqué est publié afin de donner le point de vue de la maison d'édition, qui affirme que « 1995 n'est pas la relève du rap, mais une imposture. »
Dans la même journée, le groupe dénonce le comportement de Zoxea et ses tentatives de détourner l'intérêt des maisons de disques pour le groupe à son avantage, ou encore de s'approprier les raisons de son succès naissant. Le groupe déclare avoir appris de cette mauvaise expérience et souhaite dès lors « faire les choses de son côté. » et rester indépendant.

## Polémiques
La chanson La Marche, du collectif formé par les rappeurs Akhenaton, Disiz, Dry, Kool Shen, Lino, Nekfeu, Nessbeal, Sadek, Sneazzy West, Soprano et S.Pri Noir, fait figurer, au sein du couplet chanté par Nekfeu, des menaces et insultes envers Charlie Hebdo (« Je réclame un autodafé pour ces chiens de Charlie Hebdo »). La chanson a fait l'objet d'une polémique à la suite de sa sortie, celle-ci étant relancée à l'issue des attentats contre Charlie Hebdo de début janvier 2015. Dans un message d'excuses paru sur son compte Twitter, celui-ci précise que les « figures de style violentes ne sont jamais à prendre au pied de la lettre » dans ses œuvres.

## Membres
Le groupe se compose de six membres (cinq rappeurs et un DJ beatmaker) issus de Paris et Montrouge :
- Alpha Omar Wann a.k.a Alpha Wann, alias Philly Phaal, Papi Chulo, Alph Lauren, Double P Majuscule, Philly Flingue, le Don, Alphonse (né en 1989)
- Benjamin Debrosse a.k.a Darryl Zeuja, alias Areno Jaz, Jupiter Jaz (né en 1989)
- Mohamed Amine Khemissa a.k.a Sneazzy West alias Sneazz, Sneazzy, SNZ (né en 1992)
- Antoine Guéna a.k.a Fonky Flav', alias Fonk', Flav' (né en 1987)
- Ken Samaras a.k.a Nekfeu[23], alias Nek le Fennek, Feu  (né en 1990)
- Louis Courtine a.k.a  Hologram Lo alias DJ Lo', Lo' (né en 1990)

## Discographie

### Singles
| Année | Single         | Meilleure position | Certification | Album            |
| Année | Single         | France             | Certification | Album            |
| ----- | -------------- | ------------------ | ------------- | ---------------- |
| 2011  | La Source      | -                  |               | La Source        |
| 2012  | La Suite       | 42                 |               | La Suite         |
| 2012  | Flingue dessus | -                  |               | Paris Sud Minute |
| 2013  | Réel           | 30                 |               | Paris Sud Minute |
| 2013  | Bla bla bla    | -                  |               | Paris Sud Minute |

### Projets solos
- 2009 : Lowfficieux (mixtape de Hologram Lo', sous le nom de DJ Low, avec la participation des membres d'1995 ainsi que d'autres rappeurs)
- 2010 : Même Signature (Nekfeu avec S-Crew)
- 2011 : EP 5 Majeur (Nekfeu avec 5 Majeur)
- 2011 : 925 (Hologram Lo', sous le nom de DJ Lo')
- 2011 : #Nothing (Sneazzy West)
- 2011 : En sous-marin (Alpha Wann et Nekfeu)
- 2012 : J'ai du flair (Sneazzy West)
- 2012 : Mon Job (Alpha Wann et Kyo Itachi)
- 2012 : Êtes vous prêts ? (Sneazzy West)
- 2012 : Alias Darryl Zeuja (Areno Jaz)
- 2012 : Métamorphose (Nekfeu avec S-Crew)
- 2012 : Le singe fume sa cigarette (Hologram Lo' avec Caballero et Lomepal)
- 2013 : EP Soleil d'hiver (Hologram Lo' avec Georgio)
- 2013 : Variations (Nekfeu avec 5 Majeur)
- 2013 : Seine Zoo (Nekfeu avec S-Crew)
- 2013 : Rue Du Bon Son (Darryl Zeuja avec X.L.R)
- 2013 : Voilà (Sneazzy West Feat Nekfeu)
- 2014 : Alph Lauren (Alpha Wann)
- 2014 : Jeunes entrepreneurs (Nekfeu, Alpha Wann, Fonky Flav' avec L'Entourage)
- 2014 : Deeplodocus (Hologram Lo')
- 2014 : InnerCity (Hologram Lo' et Darryl Zeuja)
- 2015 : Super (Sneazzy West)
- 2015 : Feu (Nekfeu)
- 2015 : Lexus (Hologram Lo')
- 2016 : Alph Lauren II (Alpha Wann & Hologram Lo')
- 2016 : Destin Liés (Nekfeu avec S-Crew)
- 2016 : Jeep (Hologram Lo')
- 2016 : Dieu Benisse Supersound (Sneazzy)
- 2016 : Cyborg (Nekfeu)
- 2017 : Dieu Benisse Supersound II (Sneazzy)
- 2017 : Dieu Bénisse Supersound III (Sneazzy)
- 2018 : Alph Lauren III (Alpha Wann)
- 2018 : UMLA (Alpha Wann)
- 2019 : Les Étoiles vagabondes (Nekfeu)
- 2020 : Nouvo Mode (Sneazzy)
- 2020 : Chilladelphia (Darryl Zeuja)
- 2020 : Don Dada Mixtape vol 1 (Alpha Wann)
- 2021 : Chilladelphia 2 (Darryl Zeuja)
- 2021 : 38° (Sneazzy)

## Clips
- 2011 : Flava In Ya Ear (Réal: Le Garage)
- 2011 : La Source (Réal: Le Garage)
- 2011 : La Flemme (Réal: Le Garage)
- 2012 : The Motto Remix (Réal: Le Garage)
- 2012 : La Suite (Réal: Le Garage / Syrine Boulanouar)
- 2012 : Renégats (Réal: Le Garage / Syrine Boulanouar & Rodolphe Lauga)
- 2012 : Bienvenüe (Réal: Kourtrajmé)
- 2012 : Flingue Dessus (Réal: Le Garage / Syrine Boulanouar)
- 2012 : Freestyle PSM (Réal: Le Garage)
- 2013 : Réel (Réal: Le Garage / Syrine Boulanouar)
- 2013 : Pétasse Blanche (Réal: Le Garage / Syrine Boulanouar)
- 2013 : Bla Bla Bla (Réal: Nicolas Davenel)